# Chthiononetes tenuis
Chthiononetes tenuis är en spindelart som beskrevs av Alfred Frank Millidge 1993. Chthiononetes tenuis ingår i släktet Chthiononetes och familjen täckvävarspindlar.
Artens utbredningsområde är Western Australia. Inga underarter finns listade i Catalogue of Life.